# Danziger Hof
Danziger Hof (pol. „Gdański Dwór”) – najbardziej luksusowy hotel w Gdańsku, istniejący w latach 1898–1945, zlokalizowany przy ul. Dominikswall (Wały Dominikańskie) 6, obecnie Wały Jagiellońskie 2/4.

## Gmach

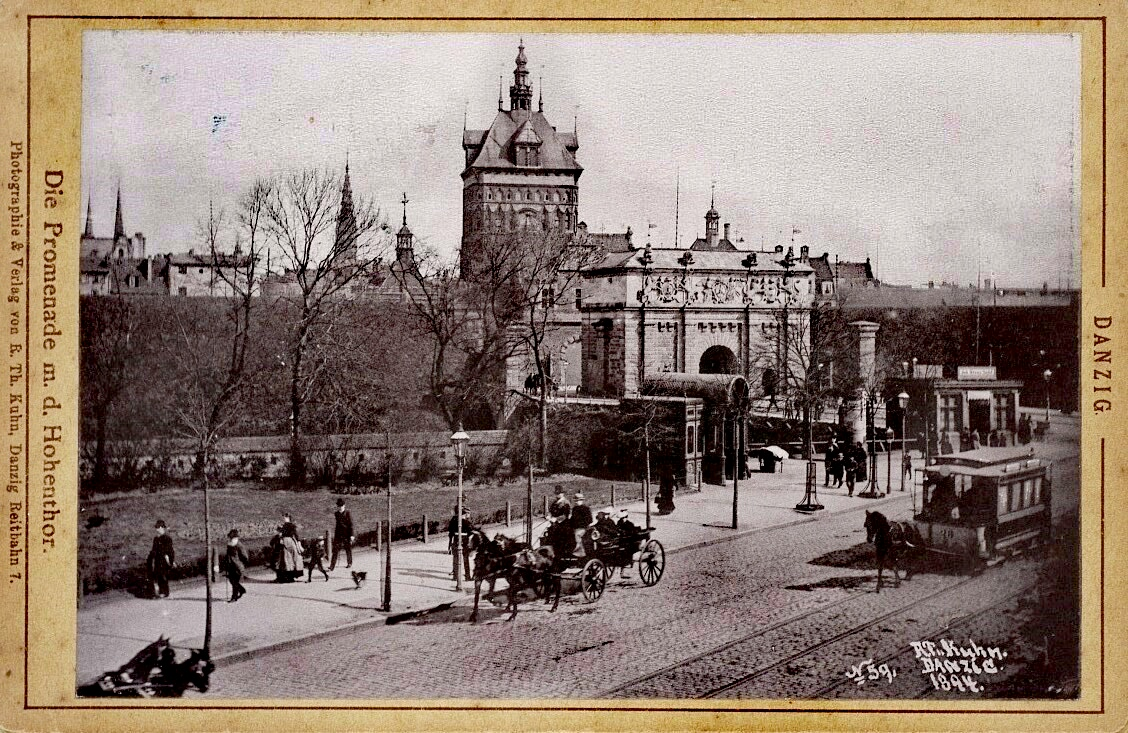
Brama Wyżynna. Po jej lewej wał, w miejscu którego stanął hotel, 1894

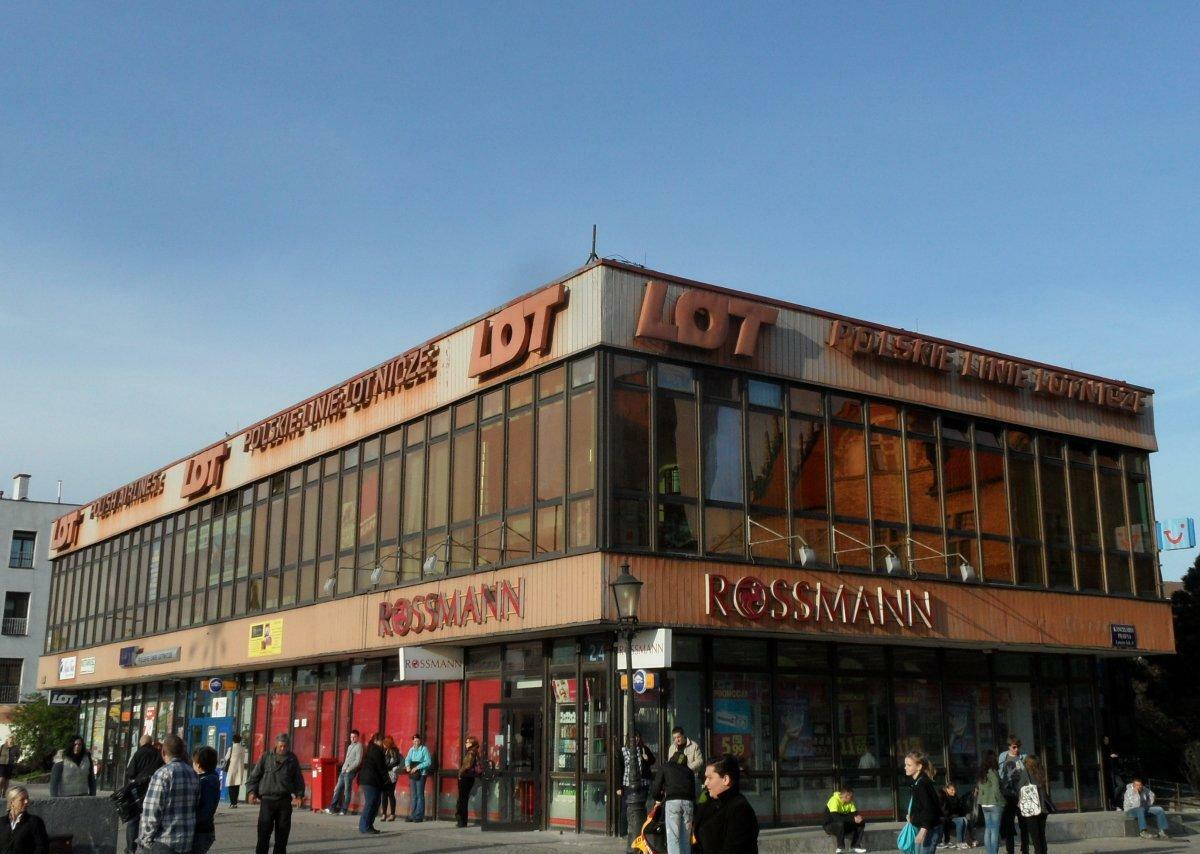
Budynek w miejscu hotelu współcześnie

Hotel powstał na zamówienie Heinricha Teute, ówczesnego właściciela hotelu Walter’s przy Hundegasse 26 (ul. Ogarna), w miejscu po niwelacji w końcu XIX wieku bezużytecznych nowożytnych obronnych wałów miasta, w bezpośrednim sąsiedztwie Bramy Wyżynnej (na północ od bramy). Zaprojektowany przez berlińskiego architekta Carla Gausego, współwłaściciela firmy Baugeschäft G. & C. Gause hotel w stylu neorenesansowym. Dysponował 120 pokojami ze 157 łóżkami, szeregiem apartamentów, pomieszczeniami recepcyjnymi oraz salą wraz z estradą na 400 osób. Restauracja na 100 miejsc, serwowała wyszukane dania, m.in. grasicę cielęcą ze świeżymi ostrygami. W obiekcie znajdowała się też kawiarnia, cukiernia, cały szereg sklepów (jubilerski, galeria sztuki, perfumeria, drogeria i trafika) oraz salon fryzjerski. Około 1930 hotel zmodernizowano, ograniczając liczbę pokoi i miejsc – do 80 pokoi i 110 miejsc, dodając liczbę sal konferencyjnych.

## Historia
25 (?) grudnia 1918 hotel był miejscem historycznego spotkania grupy inicjatywnej z Ignacym Paderewskim, w czasie którego ogłoszono powołanie Rzeczypospolitej Polskiej i zapowiedziano przejęcie Gdańska i Pomorza przez armię generała Hallera. Niemcy zaniepokoili się tą deklaracją, i Paderewski wraz z małżonką musiał wyjechać w konwoju wojsk angielskich do Poznania.
W 1919 w hotelu powołano miejscową radę robotniczo-żołnierską oraz proklamowano utworzoną przez Naczelną Radę Ludową Polski Uniwersytet Ludowy. W tymże roku swoją siedzibę miała tu też Amerykańska Misja Żywnościowa (American Relief Administration – Mission for Poland), w ramach której funkcjonowała nieformalnie Delegacja Rządu Polskiego w Gdańsku, będąca komórką Ministerstwa Aprowizacji.
W okresie od 8 lutego do 7 czerwca 1920 hotel pełnił tymczasową siedzibę Komisariatu Generalnego RP w Wolnym Mieście Gdańsku.
W latach 1920–1926 w hotelu mieściło się przedstawicielstwo Brytyjskiej Korporacji Handlowej (The British Trade Corp.), na bazie którego powołano w 1926 Brytyjsko-Polski Bank Handlowy S.A. (British and Polish Trade Bank), z przeważającym udziałem polskiego kapitału państwowego (81,5%). Przez pewien okres bank był też właścicielem hotelu (1929-1930), rozważając jego przekształcenie w biurowiec, do czego jednak nie doszło. Można więc przyjąć, że obiekt przez krótki czas należał do polskiego skarbu państwa.
W dniach 24–26 kwietnia 1930 w hotelu odbył się walny zjazd Towarzystwa Nauczycieli Szkół Średnich i Wyższych; 18–22 sierpnia 1932 zjazd zjednoczeniowy organizacji żydowskich – „Poalej Syjon – Prawicy” i Światowej Syjonistycznej Partii Pracy „Hitachduth”, który uświetnił Dawid Ben Gurion.
Wydarzeniem muzycznym dla społeczności Gdańska był występ w Danziger Hof w styczniu 1935 zespołu operowego berlińskiego Kulturbundu (żydowskiego stowarzyszenia kulturalnego) z „La serva padrona” Pergolesiego w reżyserii Emila Fischera. W hotelu odbywały się spektakle kabaretu „Eulenspiegel” (Dyl Sowizdrzał), polskiego Koła Miłośników Sceny, koncerty orkiestry Katolickiego Stowarzyszenia Młodzieży oraz polskiego chóru „Moniuszko”. Spotykali się tam również członkowie licznych organizacji, m.in. oddziału Niemieckiego i Austriackiego Stowarzyszenia Alpejskiego (Deutscher und Österreichischer Alpenverein). W dniach 1–2 lipca 1938 w hotelu odbyły się uroczystości 25-lecia polskiej korporacji akademickiej K! ZAG WISŁA.
Hotel działał do wybuchu II wojny światowej w 1939, kiedy to jego personel aresztowano.
W wyniku walk o Gdańsk w marcu 1945 hotel (podobnie jak duża część zabudowy historycznego centrum) został zrujnowany. Po rozbiórce ruin powstał pusty plac, na którym po pewnym czasie zainstalowało się wesołe miasteczko. W 1961 na miejscu zburzonego hotelu wybudowano budynek mieszczący pawilon meblowy, który w 1972 zaadaptowano na potrzeby biura miejskiego PLL LOT.

## Wartość hotelu
- 1919 – 2,5 mln marek
- 1920 – 8 mln marek

## Najbardziej znanymi gośćmi hotelu byli
- Aleksy Nikołajewicz Romanow, ostatni następca tronu w Rosji
- Wilhelm Canaris – admirał niemiecki, szef wywiadu wojskowego Abwehry, kilkakrotnie[10]
- Wojciech Kossak – polski malarz
- Ignacy Paderewski – polski pianista, kompozytor, działacz niepodległościowy, polityk, premier Polski, minister spraw zagranicznych, w dniu 25–26 grudnia 1918[11]
- król Albert von Sachsen
- cesarzowa Augusta Wiktoria, w 1903
- cesarz Wilhelm II, w 1903
- członkowie rodziny Vanderbilt